# غيراكاس
غيراكاس (Γέρακας) هي مدينة في إقليم أتيكا في اليونان.
يبلغ عدد سكانها حوالي 29,939 نسمة.